# Птицы-носороги
Пти́цы-носоро́ги (лат. Bucerotidae) — семейство птиц из одноимённого отряда (Bucerotiformes). Включает 62 вида, обитающих в Африке, Южной и Юго-Восточной Азии, на островах Тихого и Индийского океанов; 10 из них являются эндемиками Южной Африки. Научное название этих птиц происходит от др.-греч. βοῦς — «бык» и κέρας — «рог», дословно — «бычий рог». Все птицы-носороги очень похожи друг на друга по образу жизни, в других же отношениях представляют чрезвычайное разнообразие.

## Описание

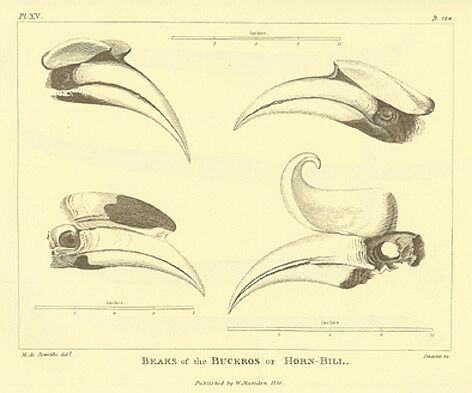
Разновидности полых выростов «рогов» у птиц-носорогов

Птицы-носороги получили своё название из-за больших длинных клювов, резко загнутых вниз и имеющих у своего основания значительные выросты различной формы, которые отсутствуют лишь у представителей рода токо, или токи (Tockus). Края клюва с неправильными зазубринами. Несмотря на свою величину, такие клювы очень легки, так как внутри них (как и внутри костей птиц) находятся большие воздухоносные пространства. Однако и в данном случае среди представителей этого семейства есть исключение. У шлемоклювого калао (Rhinoplax vigil) передняя часть выроста — плотная, по структуре похожая на кость. За счёт этого у взрослой особи данного вида доля черепа в общей массе птицы составляет около 11 %. Функция выростов у птиц-носорогов неясна, однако учёные предполагают, что они могут служить для поддержки крупных клювов, усиления криков или привлечения самок.
Размеры птиц-носорогов варьируют от 30 см у самого маленького представителя — малого тока (Tockus camurus), до 1,2 м у кафрского рогатого ворона (Bucorvus leadbeateri). Различия в весе от 60 г до 6 кг соответственно. Несмотря на такой диапазон, птицы-носороги в основном крупные коренастые птицы. Характерно срастание пальцев ног: второй и третий пальцы срастаются на половину длины основной фаланги, третий и четвёртый — на 2/3 фаланги. Исключением являются рогатые вороны, пальцы ног которых не срастаются.
Для того, чтобы удерживать голову и большой клюв, у птиц-носорогов довольно крепкие мышцы шеи. Голова относительно размеров тела маленькая; хвост и шея — длинные; крылья довольно длинные, мощные, широкие и сильно округлённые; ноги очень короткие.

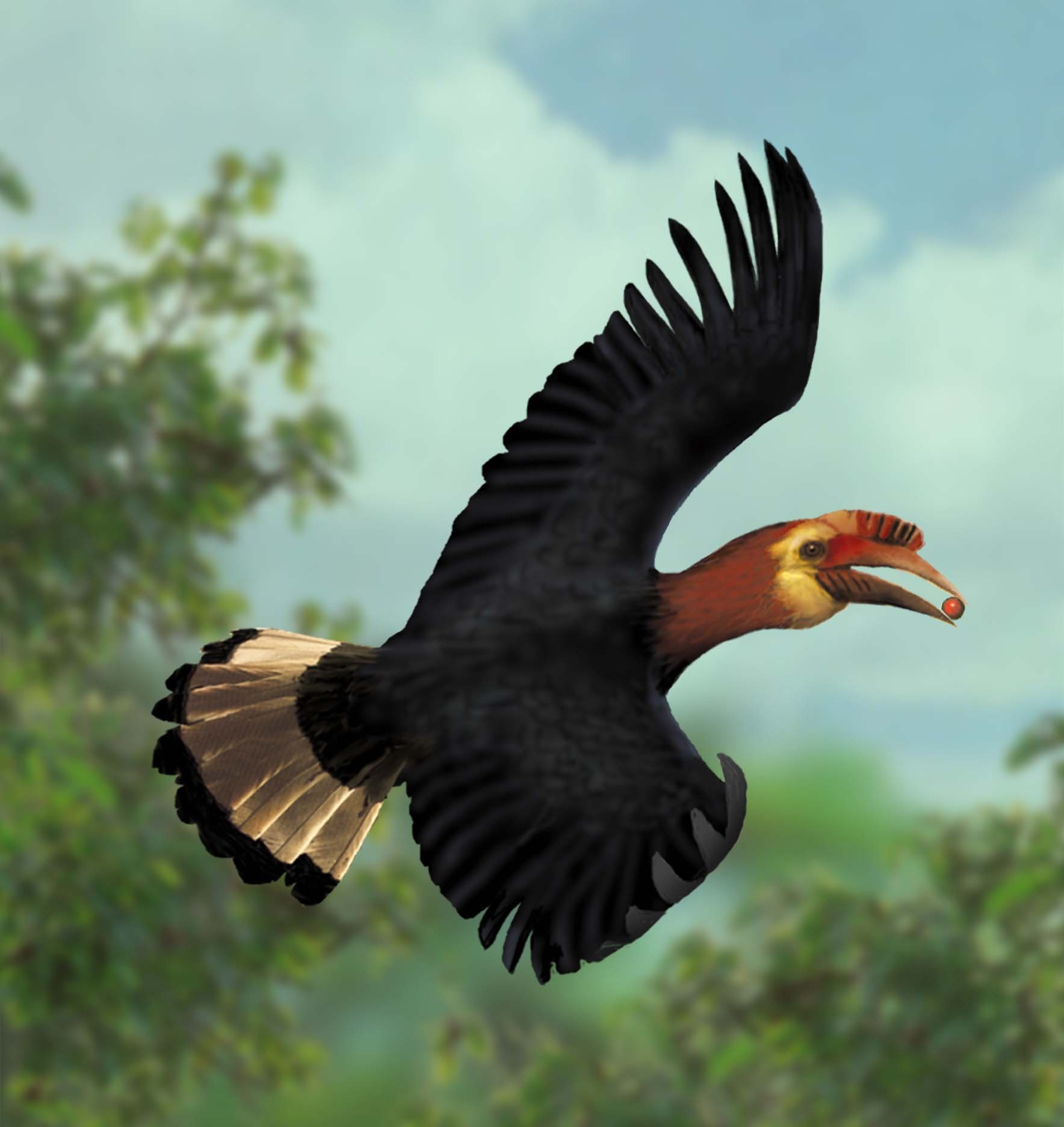
Рыжеголовая птица-носорог (Rhabdotorrhinus waldeni) в полёте

Полёт у представителей данного семейства редко бывает продолжительным, хотя несмотря на это они способны пролетать довольно большие расстояния. Во время полёта птицы-носороги создают своими крыльями сильный характерный шум, похожий на звук приближающегося поезда. Причиной этого являются воздушные пространства между маховыми перьями, которые у них не закрыты мелкими перьями, как у других птиц. Во время полёта воздух проходит через крылья, в результате чего возникает вибрирующий звук.
В отличие от клювов, которые у многих видов семейства довольно красочные, оперение у большинства птиц-носорогов чёрное, белое, серое или коричневое. Перья на нижней части тела волосисто рассучены. На горле и вокруг глаз у некоторых видов имеются голые участки кожи, а на верхнем веке толстые, длинные ресницы. Самцы линяют обычно в период дождей. У самок большинства видов перья хвоста и крыльев сменяются во время насиживания яиц и линька длится достаточно долго.
Самцы в среднем крупнее самок: разница в весе в среднем 17 %, в размахе крыльев — 21 %, длине клюва — до 30 %. Кроме того, у многих видов половой диморфизм проявляется в окраске. При этом у некоторых видов, как например, у минданаоского морщинистого калао (Aceros leucocephalus), отличия между самцом и самкой заметны, главным образом, в расцветке оперения, у других же, как у чёрной птицы-носорога (Anthracoceros malayanus), — только в размере и цвете клюва.

### Голос
Птицы-носороги довольно крикливы; практически у всех видов часто повторяемый, особенно в период гнездования, резкий глухой односложный или двухсложный крик. Его время от времени можно услышать во время полёта птиц, или когда они встревожены. Если птица ранена или поймана, она издаёт непрекращающийся ужасающий визг. Этот звук можно услышать даже за километр.

## Места обитания и ареал
Птицы-носороги распространены во влажных тропических лесах Африки, на юго-западе Аравийского полуострова, в Южной и Юго-Восточной Азии, на островах Тихого и Индийского океанов. Гнездятся в естественных дуплах. Живут всегда в густых, высоких лесах и проводят большую часть своего времени на деревьях, за исключением рогатых воронов, которые населяют открытые пространства с разреженными кустарниками. Различные виды занимают, как правило, разные экологические ниши, что позволяет птицам-носорогам жить на одних и тех же территориях.
Птицы-носороги относятся к оседлым птицам.

## Образ жизни

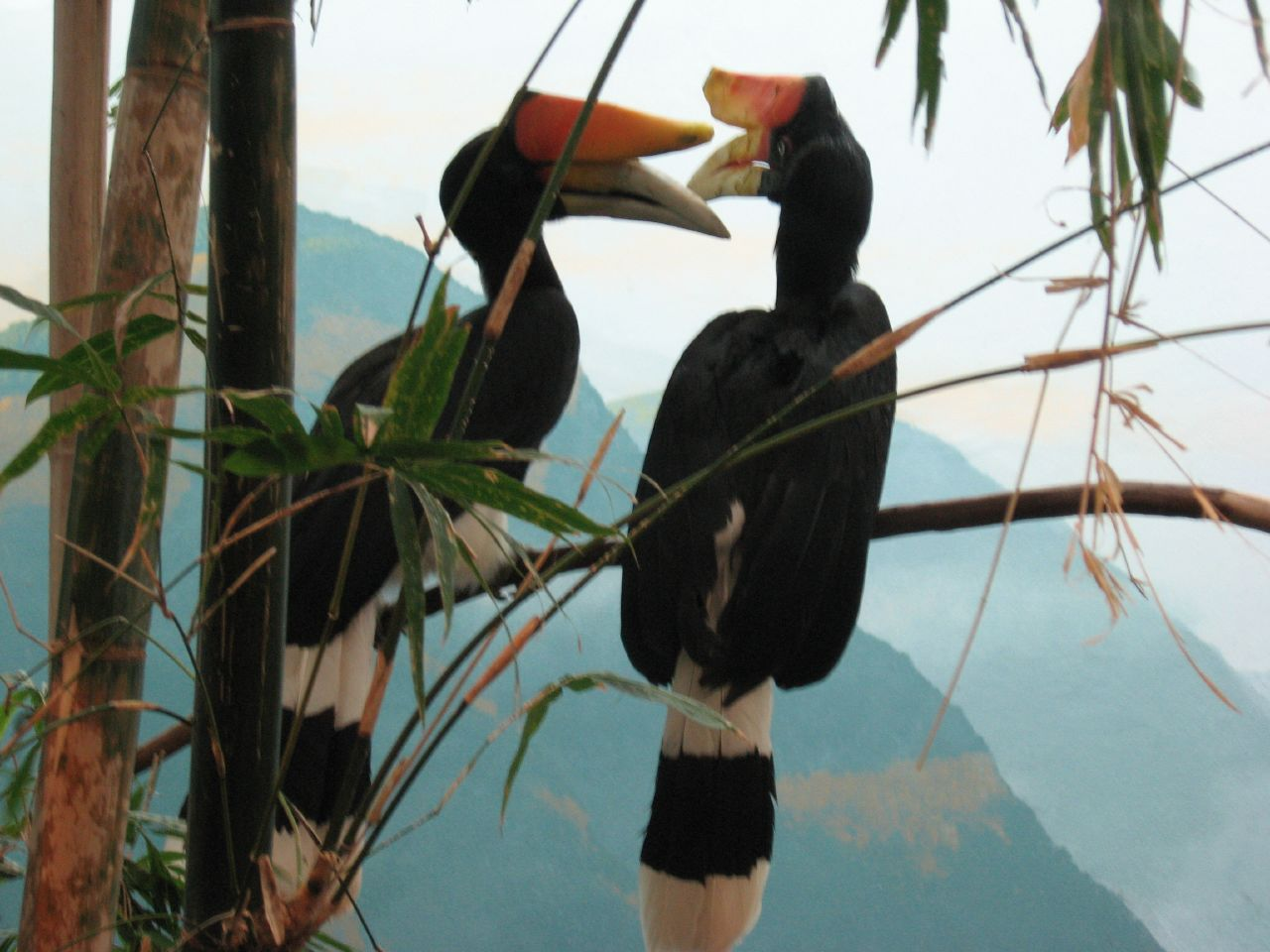
Пара малайских гомраев (Buceros rhinoceros)

Птицы-носороги являются скрытными и в то же время шумными птицами. Они редко появляются в окультуренных человеком районах, предпочитая девственные леса. Мелкие виды довольно часто летают стаями по 10—20 птиц, в особенности, в зимний период, в то время как более крупные виды обычно летают парами. Летают очень высоко (намного выше самых высоких деревьев) с вытянутыми вперёд шеями и немного наклонёнными вниз головами. В полёте очень часто машут крыльями, создавая при этом характерный шум.
В брачный сезон все виды образуют моногамные пары. Гнёзда птицы устраивают в дуплах деревьев, к примеру, таких, как диптерокарпус (Dipterocarpus) и сизигиум (Syzygium). Птицы-носороги не способны самостоятельно делать полости в деревьях, поэтому им приходится искать себе подходящего размера дупла. Наличие мест для гнездования является одним из сдерживающих факторов в размерах популяций.
Самец в начале брачного периода начинает поиск подходящего дупла. Как только дупло будет найдено, он приглашает самку для осмотра будущего гнезда. Если самка удовлетворена местом для гнезда, неподалёку от него происходит спаривание. После того как самка отложит яйца, самец заделывает отверстие глиной, оставляя лишь узкую щель, через которую едва проходит клюв «пленницы». Самка насиживает яйца, а самец регулярно приносит ей пищу. Самка продолжает оставаться в дупле ещё несколько недель после вылупления птенцов. Всё это время самец обеспечивает семейство кормом.
Такие меры безусловно защищают самку и птенцов от хищников, однако они же доставляют самке проблемы с уходом за гнездом и поддержанием его в чистом состоянии. Проблемы санитарии некоторые самки решают дефекацией через отверстие в дупле или выбрасыванием запачканной подстилки гнезда наружу. Самки некоторых видов не делают этого и используют большие запасы подстилочного материала для впитывания экскрементов и упавших остатков пищи.
Два вида из рода рогатых воронов гнездятся в полых пнях или в дуплах баобабов — гнездо не замуровывается, а самка ежедневно покидает гнездо для дефекации и ухода за собой.
Во время насиживания яиц у самки происходит линька, в результате которой практически одновременно сменяются все перья. В этот период самка теряет способность летать.
Многие виды птиц-носорогов — даже те, которые кормятся стаями — сохраняют партнёров на протяжении всего года. Несмотря на то, что самец во время гнездования один заботится о самке и потомстве, часто возле гнёзд можно наблюдать самцов-помощников: такое, к примеру, наблюдается у короткочубых и длиннохохлого калао. Обычно помощники — молодые самцы-одногодки, однако эту роль могут брать на себя и взрослые самцы.
Крупные виды птиц откладывают 1—2 яйца, мелкие — до 8. Насиживание начинается с первого яйца; таким образом, птенцы выклёвываются не все сразу, а один за одним. Это неизбежно ведёт к тому, что все птенцы в гнезде разного размера. Вылупившиеся птенцы голые и слепые. Перья начинают расти через несколько дней, кожа у птенцов при этом темнеет. Количество выживающих птенцов зависит как от количества самцов-помощников, так и от обилия пищи. Инкубация длится от 23 до 46 дней. У более крупных видов инкубационный период, как правило, длится дольше. Подобного рода корреляция наблюдается и во времени выкармливания птенцов (до тех пор, пока они не покроются оперением и не смогут самостоятельно летать) — от 42 до 137 дней, а также в сроках достижения половой зрелости — мелкие виды достигают половой зрелости в год, виды среднего размера (до 0,5 кг) — в два года, крупные виды — в возрасте 3—6 лет.
Некоторые виды птиц-носорогов за год насиживают две кладки.
Молодые оперившиеся птенцы, способные летать, имеют недоразвитые выросты на голове и маленькие клювы. Примерно в годовалом возрасте птенцы приобретают вид взрослых птиц.

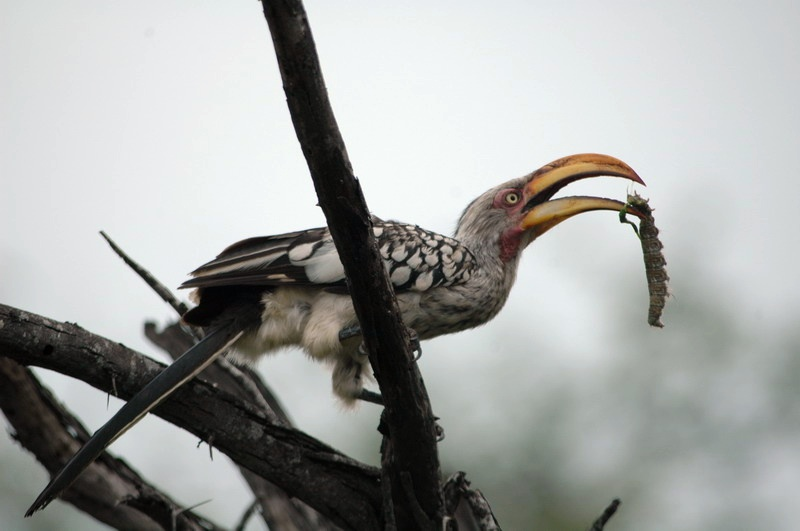
Tockus leucomelas

Птицы-носороги всеядны с различием в своих рационах — от полностью плотоядных до практически полностью плодоядных. Пища состоит из насекомых, мелких позвоночных, ящериц, моллюсков, всевозможных ягод, плодов, корений некоторых растений и зёрен. Мелкие виды в основном предпочитают насекомых, крупные виды едят главным образом плоды. Вероятно, в связи с тем, что плоды доставать надо с тонких ветвей, крупные виды птиц-носорогов имеют относительно длинные клювы.
Один из самых крупных представителей, кафрский рогатый ворон (Bucorvus leadbeateri) — плотоядная птица. Он охотится на ящериц, лягушек, мелких млекопитающих, а также на других мелких птиц. Ток Монтейра (Tockus monteiri) также плотояден, однако его пищу составляют исключительно насекомые. С другой стороны — виды птиц-носорогов, включая двурогого и наркондамского калао (Rhyticeros narcondami), которые являются практически полностью плодоядными. Все саванновые и степные виды плотоядны, в то время как плодоядные виды являются лесными обитателями. Однако некоторые виды токов являются насекомоядными, несмотря на то, что обитают в лесах.
Некоторые виды являются узкими специалистами — так, к примеру, златошлемный (Ceratogymna elata) и черношлемный калао (Ceratogymna atrata) исключительно плодоядные.
Очень малое количество видов птиц-носорогов пьют воду. Большинство получает влагу из пищи.
Птицы-носороги, питающиеся преимущественно плодами тропических деревьев, играют важную роль в распространении семян.

## Птицы-носороги и человек

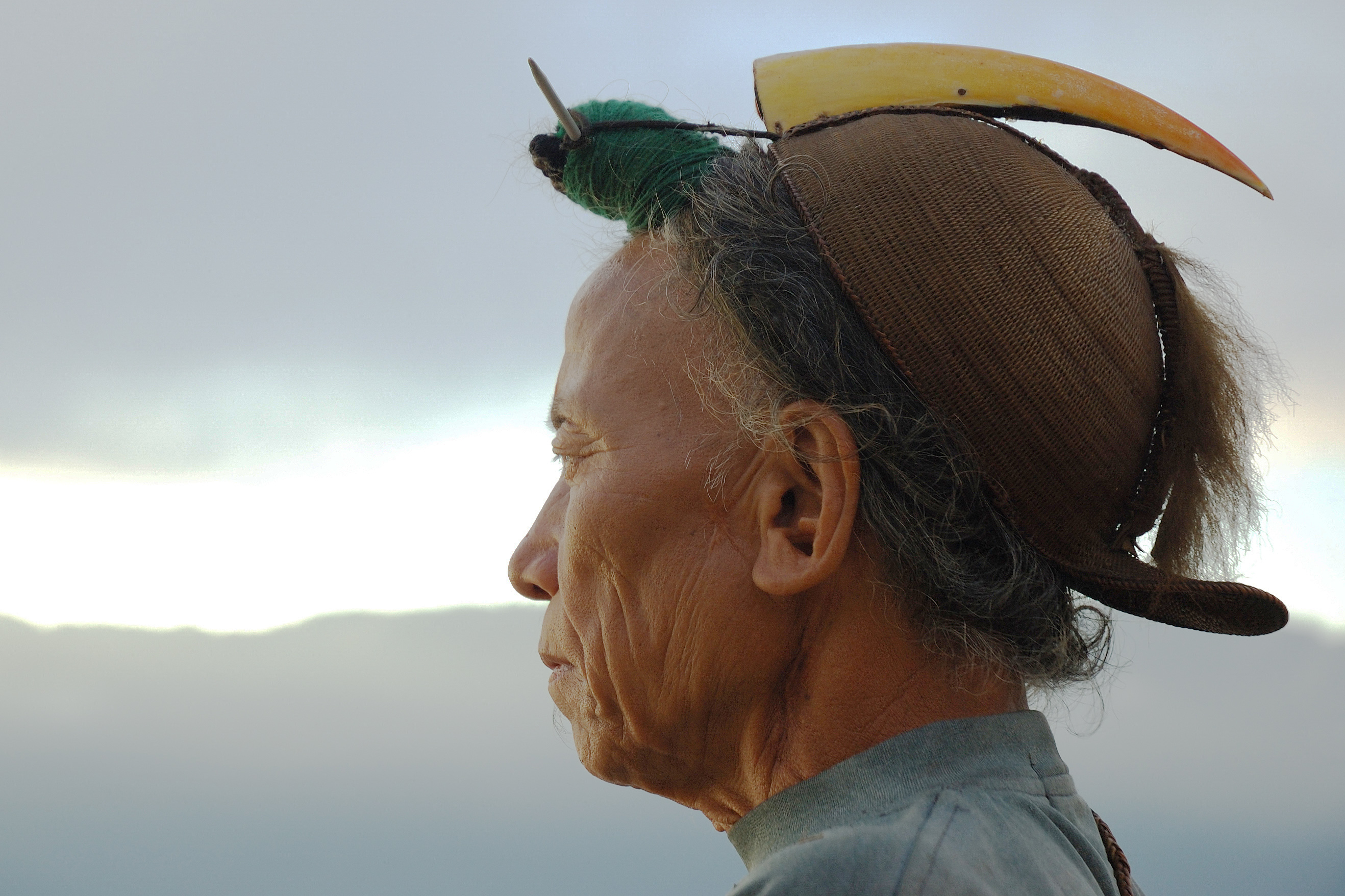
Клюв двурогого калао в качестве головного украшения в племени Ниши

Человечеству эти птицы известны очень давно и встречаются во множестве древних традиций и мифов. Уже в древнем Риме эти птицы были известны как птицы-«носороги». Их отличительно длинные клювы и большие шлемы часто используются в качестве церемониальных головных украшений. Так, мужчины племени ниши носят головные уборы bopa с украшениями из клювов двурогого калао. Первоначально такие уборы носили только вожди и священники, однако сегодня их носят многие мужчины в качестве символа бесстрашия.
Малайский гомрай является национальным символом малайского штата Саравак, что нашло отражение в его гербе, на котором эта птица изображена с распростёртыми крыльями. Для местного населения эта птица является символом непорочности и чистоты. Люди часто используют либо саму птицу, либо её изображение в религиозных обрядах. Малайский гомрай с его задранным вверх шлемом символизирует одного из самых могущественных даякских богов — бога войны Сингаланг Буронга (малайск. Singalang Burong), который играет важную роль в религиозных фестивалях ибанов, в особенности, в «фестивале птицы-носорога» (Gawai Kenyalang или Gawai Burong). В этом штате водится множество видов птиц-носорогов, из-за чего его часто называют «страной птиц-носорогов». В Сараваке, как и в других странах Юго-Восточной Азии, птицы-носороги являются охраняемыми видами.
В индийском штате Нагаленд также ежегодно проходит «фестиваль птицы-носорога». Двурогий калао, или большой индийский носорог, в этом штате является повсеместно почитаемой птицей. В другом индийском штате — Аруначал-Прадеш — эта птица является символом штата и отображена на его эмблеме. Сулавесский калао (Aceros cassidix) является символом индонезийской провинции Южный Сулавеси.
Многие птицы-носороги — крупные лесные птицы и требуют для жизни большие лесные пространства со множеством старых деревьев для гнездования. Из-за интенсивной вырубки лесов будущее этих птиц оказывается под угрозой. Люди охотятся на птиц, используя их в качестве пищи, средств для лечения болезней и для изготовления сувениров: инкрустированных черепов и клювов. Плотные выросты шлемоклювого калао (Rhinoplax vigil) применяются в качестве материала для изготовления нэцкэ.
Пять видов птиц-носорогов находятся под угрозой , ещё три вида — под критической угрозой . 13 видов классифицируются как уязвимые , а ещё пять видов близки к угрозе вымирания .
Изображение птиц-носорогов можно увидеть на флаге бирманского штата Чин, на марках многих стран Африки и Азии. На 25 замбийских нгве изображён венценосный ток (Tockus alboterminatus). В анимационном фильме «Король лев» моделью для персонажа птицы-носорога Зазу послужил красноклювый ток (Tockus erythrorhynchus).

Флаг бирманского штата Чин
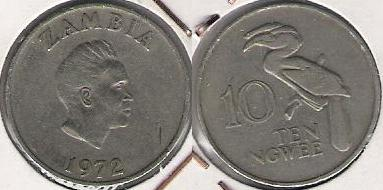
10 замбийских нгве

## Классификация и систематическое положение

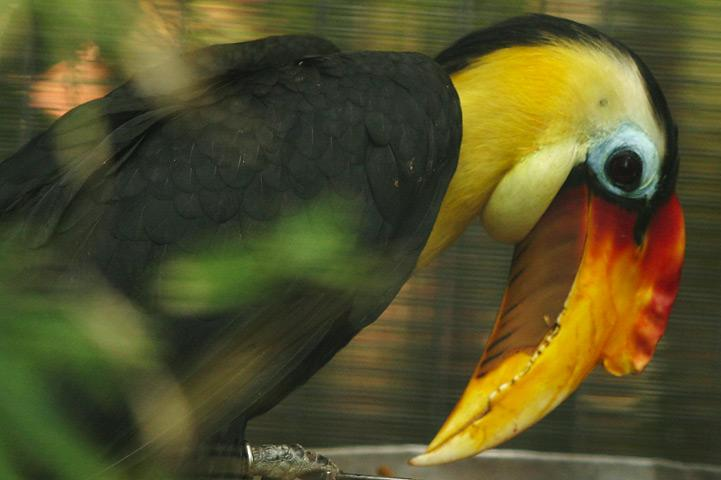
Морщинистый калао (Aceros corrugatus)

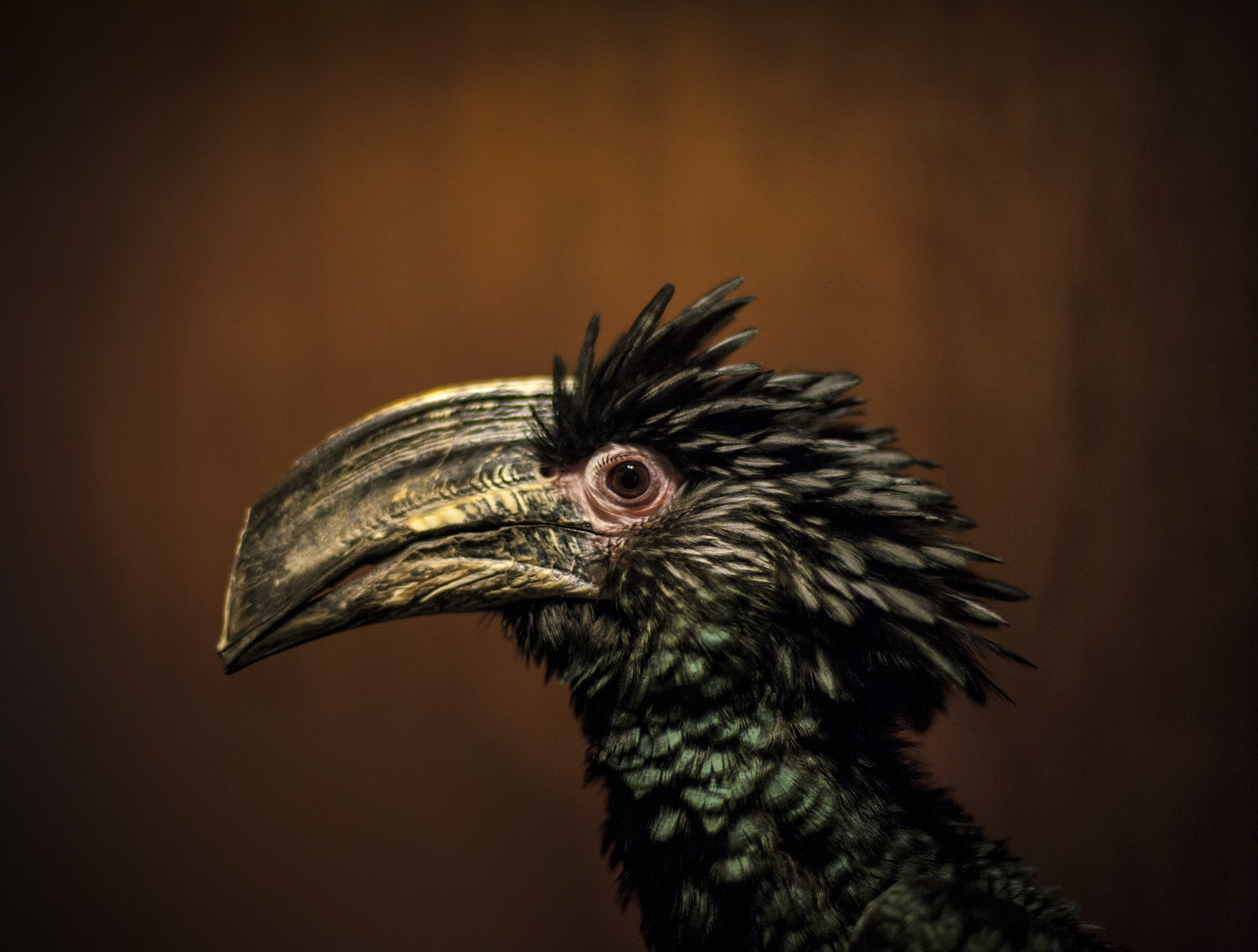
Калао-трубач (Bycanistes bucinator)

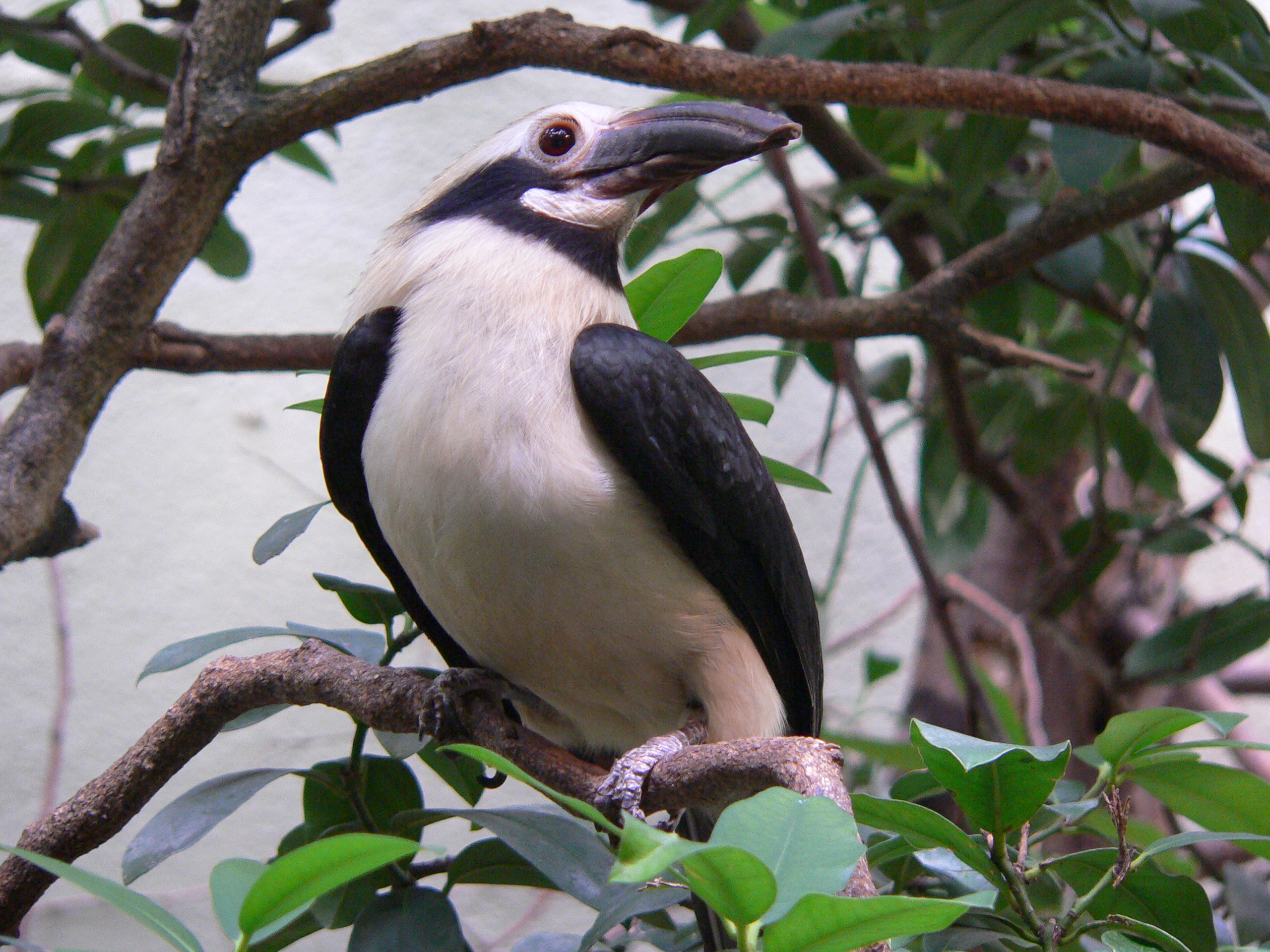
Лусонская птица-носорог (Penelopides manillae)

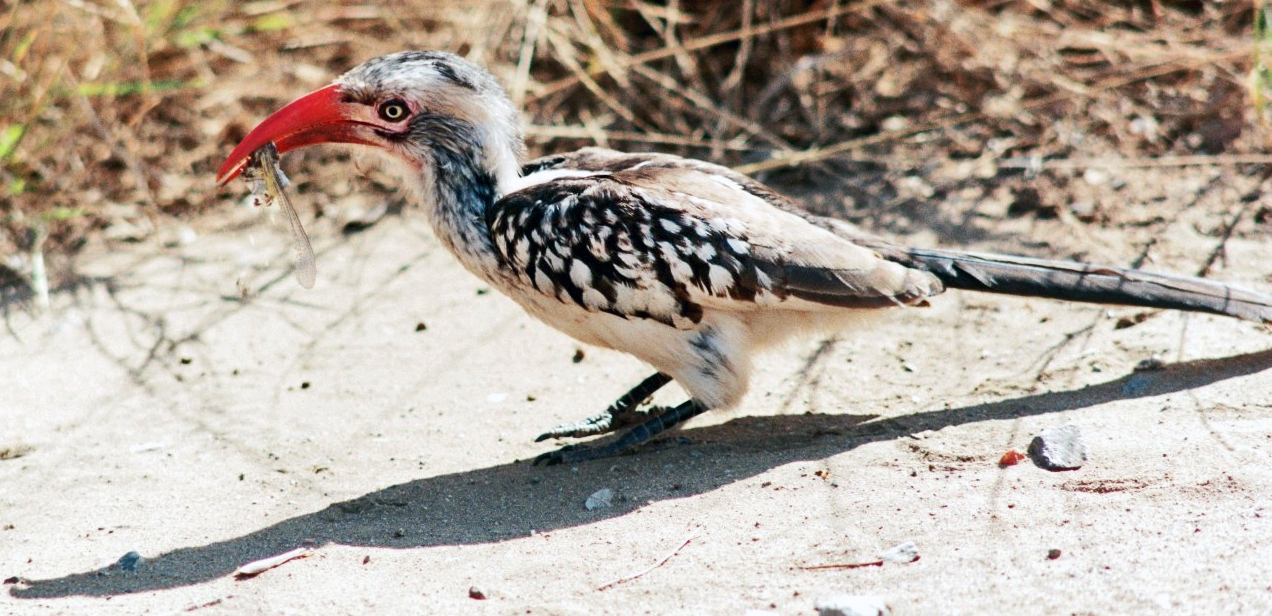
Красноклювый ток (Tockus erythrorhynchus)

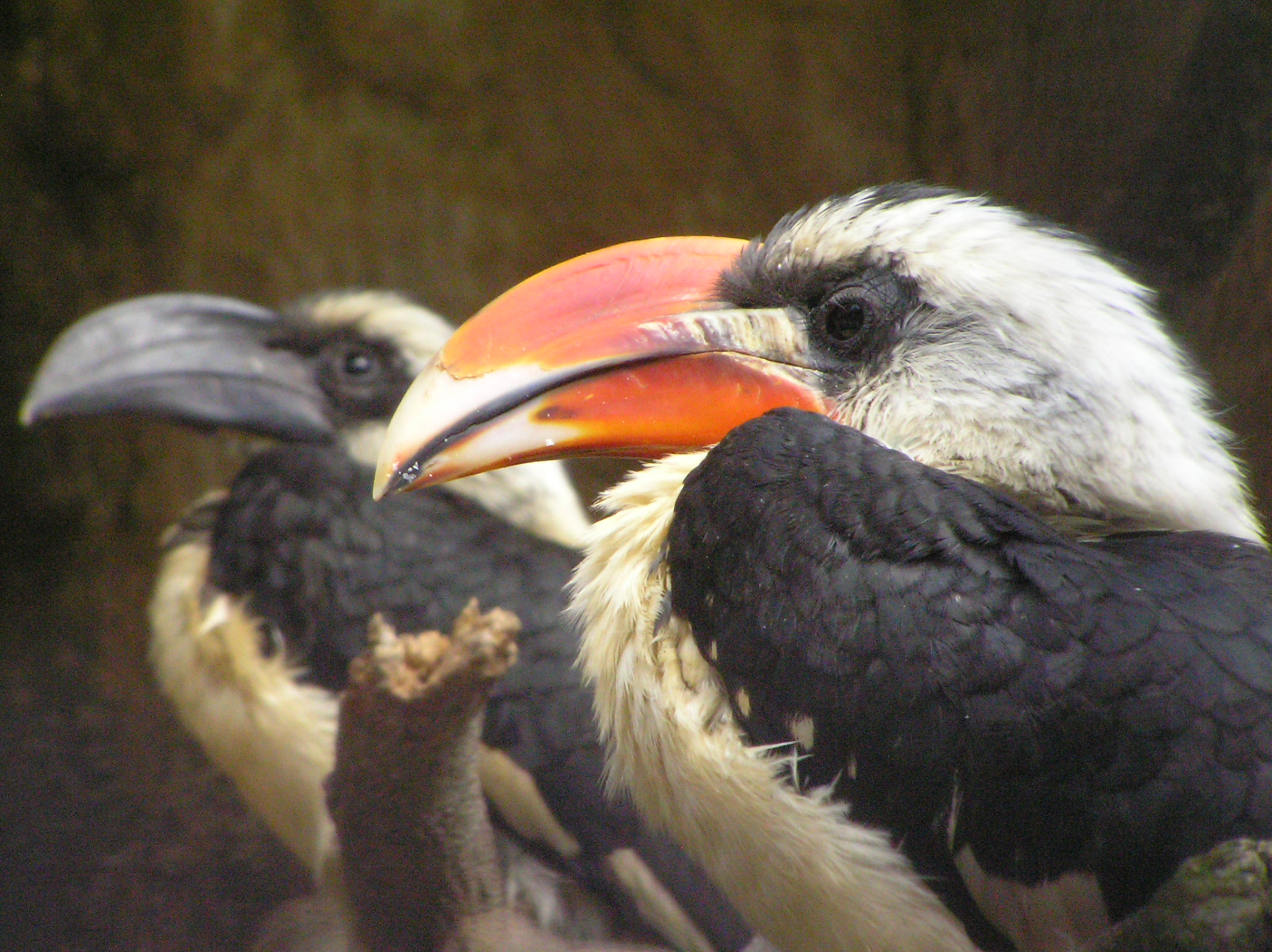
Черноклювый ток (Tockus deckeni)

Традиционно птицы-носороги рассматриваются как семейство в отряде ракшеобразных. По классификации Сибли — Алквиста это семейство выделено в самостоятельный отряд Bucerotiformes, состоящим из двух семейств (вместе с Bucorvidae). С начала XXI века в результате филогенетических исследований птиц носорогов относят к отряду Bucerotiformes, но уже состоящему из 4 семейств (вместе с Bucorvidae, Phoeniculidae, Upupidae).
Классификация птиц-носорогов довольно часто менялась, поэтому в различной литературе те или иные виды птиц относят к различным родам.
По данным базы Международного союза орнитологов в составе семейства выделяют 15 родов и 62 вида:
- Tockus Lesson, 1830 — Токи
  - Tockus ruahae Kemp, A & Delport, 2002
  - Tockus kempi Tréca & Érard, 2000
  - Tockus damarensis (Shelley, 1888)
  - Tockus rufirostris (Sundevall, 1850)
  - Tockus erythrorhynchus (Temminck, 1823) — Красноклювый ток
  - Tockus monteiri Hartlaub, 1865 — Ток Монтейра
  - Tockus deckeni (Cabanis, 1868) — Джексонов ток
  - Tockus jacksoni (Ogilvie-Grant, 1891)
  - Tockus leucomelas (Lichtenstein, 1842)
  - Tockus flavirostris (Rüppell, 1835) — Желтоклювый ток
- Lophoceros Hemprich & Ehrenberg, 1833
  - Lophoceros bradfieldi (Roberts, 1930) — Скальный ток
  - Lophoceros alboterminatus Büttikofer, 1889 — Венценосный ток
  - Lophoceros semifasciatus (Hartlaub, 1855)
  - Lophoceros fasciatus (Shaw, 1812) — Пёстрый ток
  - Lophoceros hemprichii (Ehrenberg, 1833) — Хемприхов ток
  - Lophoceros nasutus (Linnaeus, 1766) — Африканский серый ток
  - Lophoceros camurus (Cassin, 1857) — Малый ток
  - Lophoceros pallidirostris (Hartlaub & Finsch, 1870) — Бледноклювый ток
- Bycanistes Cabanis & Heine, 1860 — Африканские калао
  - Bycanistes fistulator (Cassin, 1850) — Крикливый калао
  - Bycanistes bucinator (Temminck, 1824) — Калао-трубач
  - Bycanistes cylindricus (Temminck, 1831) — Бурощёкий калао
  - Bycanistes albotibialis (Cabanis & Reichenow, 1877)
  - Bycanistes subcylindricus (P.L.Sclater, 1871) — Серощёкий калао
  - Bycanistes brevis Friedmann, 1929 — Серебрянокрылый калао
- Ceratogymna Bonaparte, 1854 — Шлемоносные калао
  - Ceratogymna atrata (Temminck, 1835) — Черношлемный калао
  - Ceratogymna elata (Temminck, 1831) — Златошлемный калао
- Horizocerus Oberholser, 1899
  - Horizocerus hartlaubi (Gould, 1861) — Чёрный малый ток
  - Horizocerus granti (Hartert, EJO, 1895) 
  - Horizocerus albocristatus (Cassin, 1848) — Африканский белохохлый калао
  - Horizocerus cassini (Finsch, 1903)
- Berenicornis Bonaparte, 1850 — Белохохлые калао
  - Berenicornis comatus (Raffles, 1822) — Азиатский белохохлый калао
- Buceros Linnaeus, 1758 — Гомраи, или Двурогие птицы-носороги
  - Buceros rhinoceros Linnaeus, 1758 — Малайский гомрай
  - Buceros bicornis Linnaeus, 1758 — Двурогий калао, или гомрай
  - Buceros hydrocorax Linnaeus, 1766 — Огненный гомрай
- Rhinoplax Gloger, 1841 — Шлемоклювые калао
  - Rhinoplax vigil (J.R.Förster, 1781) — Шлемоклювый калао
- Anthracoceros Reichenbach, 1849 — Пёстрые птицы-носороги
  - Anthracoceros marchei Oustalet, 1885 — Палаванская птица-носорог
  - Anthracoceros albirostris (Shaw, 1808) — Малабарская птица-носорог
  - Anthracoceros coronatus (Boddaert, 1783) — Индийская птица-носорог
  - Anthracoceros montani (Oustalet, 1880) — Сулуанская птица-носорог
  - Anthracoceros malayanus (Raffles, 1822) — Чёрная птица-носорог
- Ocyceros Hume, 1873 — Азиатские токи
  - Ocyceros griseus (Latham, 1790) — Малабарский ток
  - Ocyceros gingalensis (Shaw, 1812) — Цейлонский серый ток
  - Ocyceros birostris (Scopoli, 1786) — Индийский серый ток
- Anorrhinus Reichenbach, 1849 — Короткочубые калао
  - Anorrhinus tickelli (Blyth, 1855) — Бурый калао
  - Anorrhinus austeni Jerdon, 1872
  - Anorrhinus galeritus (Temminck, 1831) — Короткочубый калао
- Aceros Hodgson, 1844 — Азиатские калао
  - Aceros nipalensis (Hodgson, 1829) — Непальский калао
- Rhyticeros Reichenbach, 1849
  - Rhyticeros plicatus (Pennant, 1781) — Папуанский калао
  - Rhyticeros narcondami Hume, 1873 — Наркондамская птица-носорог
  - Rhyticeros undulatus (Shaw, 1812) — Волнистый калао
  - Rhyticeros everetti Rothschild, 1898 — Сумбийский калао
  - Rhyticeros subruficollis (Blyth, 1843) — Красноватый калао
  - Rhyticeros cassidix (Temminck, 1823) — Сулавесский калао
- Rhabdotorrhinus Meyer & Wiglesworth, 1898
  - Rhabdotorrhinus waldeni (Sharpe, 1877) — Рыжеголовая птица-носорог
  - Rhabdotorrhinus leucocephalus (Vieillot, 1816) — Морщинистый калао
  - Rhabdotorrhinus exarhatus (Temminck, 1823) — Калао-пенелопидес Темминка
  - Rhabdotorrhinus corrugatus (Temminck, 1832)
- Penelopides Reichenbach, 1949 — Калао-пенелопидесы
  - Penelopides manillae (Boddaert, 1783)
  - Penelopides mindorensis Steere, 1890
  - Penelopides affinis Tweeddale, 1877
  - Penelopides samarensis Steere, 1890
  - Penelopides panini (Boddaert, 1783) — Рыжехвостый калао-пенелопидес